# Coenagriocnemis reuniensis
Espèce
Coenagriocnemis reuniensis est une espèce d'insectes, une demoiselle de la famille des Coenagrionidae.

## Distribution
Cette espèce est endémique de l'île de La Réunion dans le sud-ouest de l'océan Indien.

## Publication originale
- (en) Fraser, 1957 : Odonata and Neuroptera of Reunion. Mémoires de l’Institut Scientifique de Madagascar, ser. A, vol. 8, p. 15-28.